# Janus Theeuwes
Pour les articles homonymes, voir Theeuwes.
Adrianus Cornelius Theeuwes, plus connu sous le nom de Janus Theeuwes, est un archer néerlandais né le 4 avril 1886 à Gilze en Rijen et mort le 7 août 1975 à Tilbourg.

## Biographie
Janus Theeuwes est sacré champion olympique par équipes au tir au berceau à 28 mètres lors des Jeux olympiques d'été de 1920 se déroulant à Anvers. Hormis lui-même, l'équipe néerlandaise est composée de Joep Packbiers, Piet de Brouwer, Driekske van Bussel, Jo van Gastel, Tiest van Gestel, Janus van Merrienboer et Theo Willems.